# Cayetano Domingo Grossi
Cayetano Domingo Grossi (Bonifati, 1845 – Buenos Aires, 6 aprile 1900) è stato un serial killer italiano naturalizzato argentino.
Primo serial killer nella storia dell'Argentina, uccise cinque dei suoi figli nati dagli stupri delle sue figliastre. Per gli omicidi fu condannato a morte e fucilato il 6 aprile 1900.

## Biografia
Nato in Calabria, si sposò con Rosa Ursomarso, dalla quale ebbe due figli. Si trasferì in Argentina nel 1878. Lì effettuò vari lavori, dal portabottiglie al venditore ambulante, lavorò poi all'Ufficio Immigrazione fino al 1888.
Il 29 maggio 1896 venne rinvenuta in una discarica una borsa contenente il braccio di un bambino. La scoperta fu segnalata alla stazione di polizia 12, che ispezionò il luogo. Vennero ritrovati nella spazzatura un cranio frantumato, delle gambe e l'altro braccio. Si concluse che tutte le parti provenivano dallo stesso corpo. L'autopsia rivelò che il bambino era morto a causa d'una frattura del cranio, ma le indagini non arrivarono a nessun indizio su chi fosse la vittima o l'assassino, e l'omicidio rimase irrisolto.
Due anni dopo, il 5 maggio 1898, venne ritrovato il cadavere d' un neonato con cranio frantumato in avanzato stato di decomposizione. Sulle braccia e sul collo c'erano segni di ustioni di primo e secondo grado. Secondo le analisi, il bambino non era morto per le ustioni, ma per una forte compressione della parte anteriore del collo.
Durante le indagini, qualcuno notò che il corpo sembrava avvolto in una tela spesso utilizzata nelle riparazioni. Fu accertato che un'auto aveva raccolto la spazzatura e i resti umani.
Venne interrogato un uomo di nome Carretero, il quale confessò di aver visto i resti in precedenza, ma che per paura di venire considerato coinvolto nel fatto, aveva deciso di non dire nulla alla polizia.
Esaminando attentamente gli oggetti raccolti, gli inquirenti notarono che la borsa aveva numerose toppe e una notevole usura sui lacci, come se fosse stata usata da un venditore ambulante che trasportava cesti con cinghie. Nelle tasche della borsa vennero rinvenuti resti di sigarette e chicchi di anice, il che fece ritenere alle autorità che l'autore fosse spagnolo o calabrese, poiché essi avevano l'abitudine di portare semi di anice. Gli altri indumenti, per la loro qualità e condizione, indicavano che il loro proprietario fosse povero.
La polizia iniziò a sorvegliare il bidone della spazzatura e a indagare persone con scarse ricchezze; finirono per convogliare i sospetti, il 9 maggio 1898, su una famiglia abitante in calle Artes 1438 (ora Carlos Pellegrini) nel quartiere Retiro di Buenos Aires.
La suddetta famiglia era composta da una donna di nome Rosa Ponce de Nicola, da suo marito, Cayetano Domingo Grossi (carrettiere di professione), dalle due figlie maggiori di Rosa, Clara e Catalina e da tre figli più piccoli.
La polizia apprese dalle testimonianze dei vicini che Grossi aveva rapporti intimi con le sue figliastre. Fu poi accertato che Clara era rimasta incinta ma che ad un certo punto era tornata in uno stato normale, senza che ci fosse un nuovo bambino in casa.
Il giorno dopo, il 10 maggio, una commissione di polizia ordinò un sopralluogo in una stanza occupata dalla famiglia, scoprendo una scatola di latta contenente il corpo di un neonato avvolto negli stracci, confermando così i loro sospetti. Grossi spiegò che il sacco era stato trovato in un bidone della spazzatura appartenente a suo figlio Carlos e che aveva ucciso il bambino su richiesta di Clara. Dichiarò inoltre che l'altro bambino era nato morto.
Quella notte, Rosa e sua figlia Clara dichiararono che quest'ultima aveva avuto due figli con Grossi. Egli inizialmente negò di aver avuto rapporti sessuali con le sue figliastre, incolpando i fidanzati per le loro gravidanze. Infine, pochi giorni dopo, confessò di aver ucciso il primo bambino ritrovato nel 1896; confessò inoltre di aver incenerito molti altri bambini, ma ritenendo che fossero morti in precedenza.
Negli interrogatori successivi, Grossi riconobbe di avere avuto un figlio con Catalina e quattro con Clara, strangolandone tre, mentre gli altri due erano stati bruciati dalle sue figliastre. Rosa, Clara e Catalina confessarono i cinque crimini, ma incolparono Grossi per la morte dei neonati.
Lo stato di sottomissione delle donne al criminale, che le aveva portate a tacere per così tanto tempo, attirò l'attenzione della polizia. Si ritenne che in un'occasione Grossi tentò di violentare una delle figlie più giovani di Rosa, ma che le sorelle lo impedirono. Infine, si stabilì che lo stesso Grossi aiutò nei parti e poi gettò i bambini nel fuoco, eventi ai quali le donne assistettero.

## Condanna a morte ed esecuzione
La concubina di Grossi, Rosa e le sue figlie, Clara e Catalina, furono accusate d'avere nascosto gli omicidi, vennero condannate a tre anni di carcere effettivo ciascuna e al pagamento delle spese processuali. Alla fine, la condanna di Catalina venne ridotta a due anni di carcere.
Stabilite le responsabilità dell'imputato, Cayetano Domingo Grossi venne dichiarato colpevole per gli omicidi dei bambini e condannato a morte dal giudice Ernesto Madero.
Il giorno della sua esecuzione, alle cinque del mattino, i figli di Grossi entrarono nella cappella del carcere. Il primo ad entrare fu un ragazzo di diciannove anni. Non vedeva suo padre da più di un anno, ma non mostrava alcuna emozione sul viso. Il figlio più giovane, Lorenzo, sei anni, non voleva avvicinarsi al padre rifiutandone le carezze. Teresita, sua figlia, pianse quando lo vide, rifiutandosi di abbracciarlo.
I primi tenenti Rosa Burgos e Calisto García e il capitano Manuel Medrano vennero incaricati della sua esecuzione. Grossi venne bendato, fatto sedere su una panca e gli vennero legati mani e piedi. Venne fucilato il 6 aprile 1900 alle 8 del mattino. Il sottotenente Emilio Lascano gli si avvicinò uccidendolo con un colpo di grazia.